# منهتن جنوبی

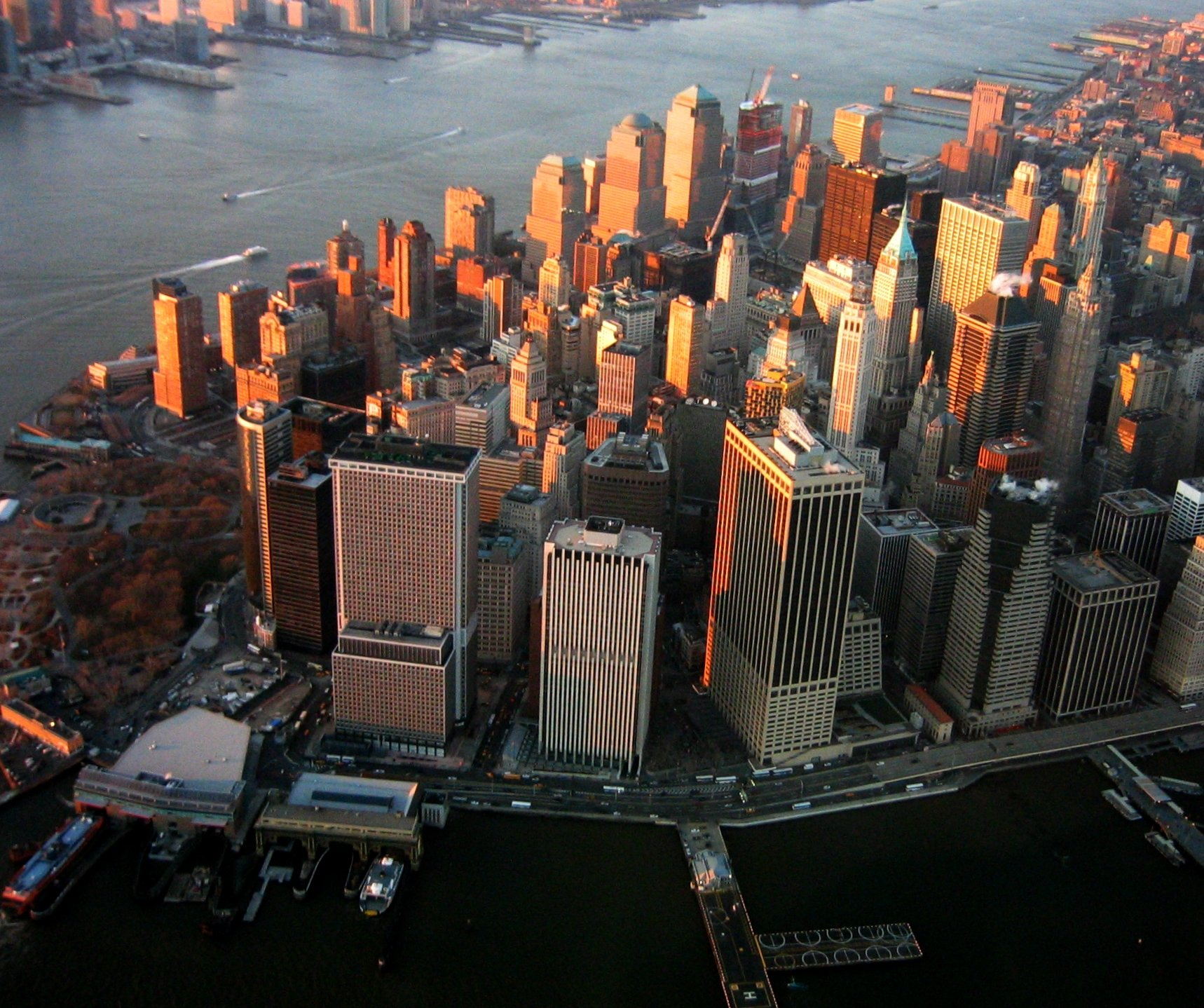
منهتن جنوبی

منهتن جنوبی (به انگلیسی: Lower Manhattan) جنوبی‌ ترین قسمت جزیره منهتن است که مرکز اصلی تجاری و حکومتی شهر نیویورک در کشور ایالات متحده آمریکا می‌باشد. منهتن جنوبی یا بخش تجاری منهتن، عموماً به منطقه‌ای گفته شود که از شمال به خیابان چهاردهم، از غرب به رودخانه هادسون، از شرق به رودخانه شرقی و از جنوب به بندر نیویورک (که به آن خلیج بالای نیویورک نیز گفته می‌شود) محدود شده است. به دلیل قرارگیری وال استریت در منهتن جنوبی، نیویورک به عنوان مرکز اقتصادی جهان شناخته می‌شود. همچنین بازار بورس نیویورک که بزرگ ترین بازار بورس جهان است در این محله قرار دارد.

منهتن جنوبی

منهتن جنوبی

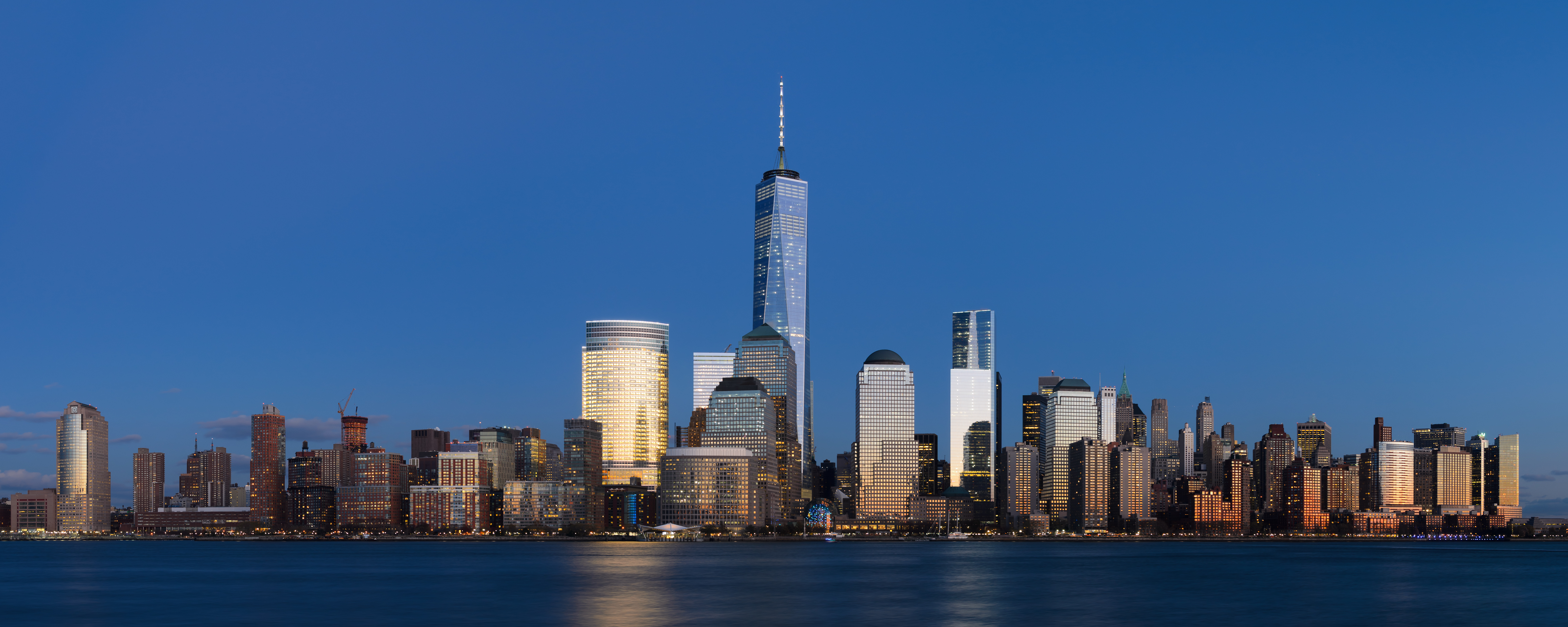
سراسرنمایی از منهتن جنوبی؛ از سمت اکس‌چینج پلیس، جرزی سیتی، نیو جرسی. مرکز تجارت جهانی یک (در تصویر) با ارتفاع ۵۴۱٫۳۲ متر و ۱۰۵ طبقه، بلندترین آسمان‌خراش در ایالات متحده آمریکا است و در میان بلندترین برج‌های جهان قرار دارد.

## نگارخانه

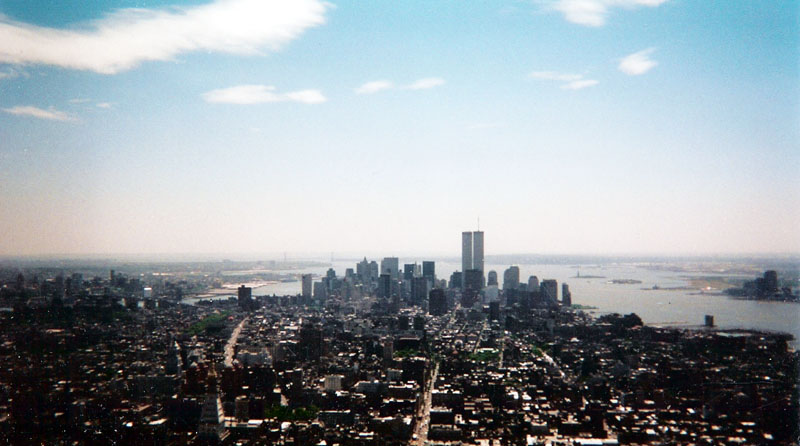
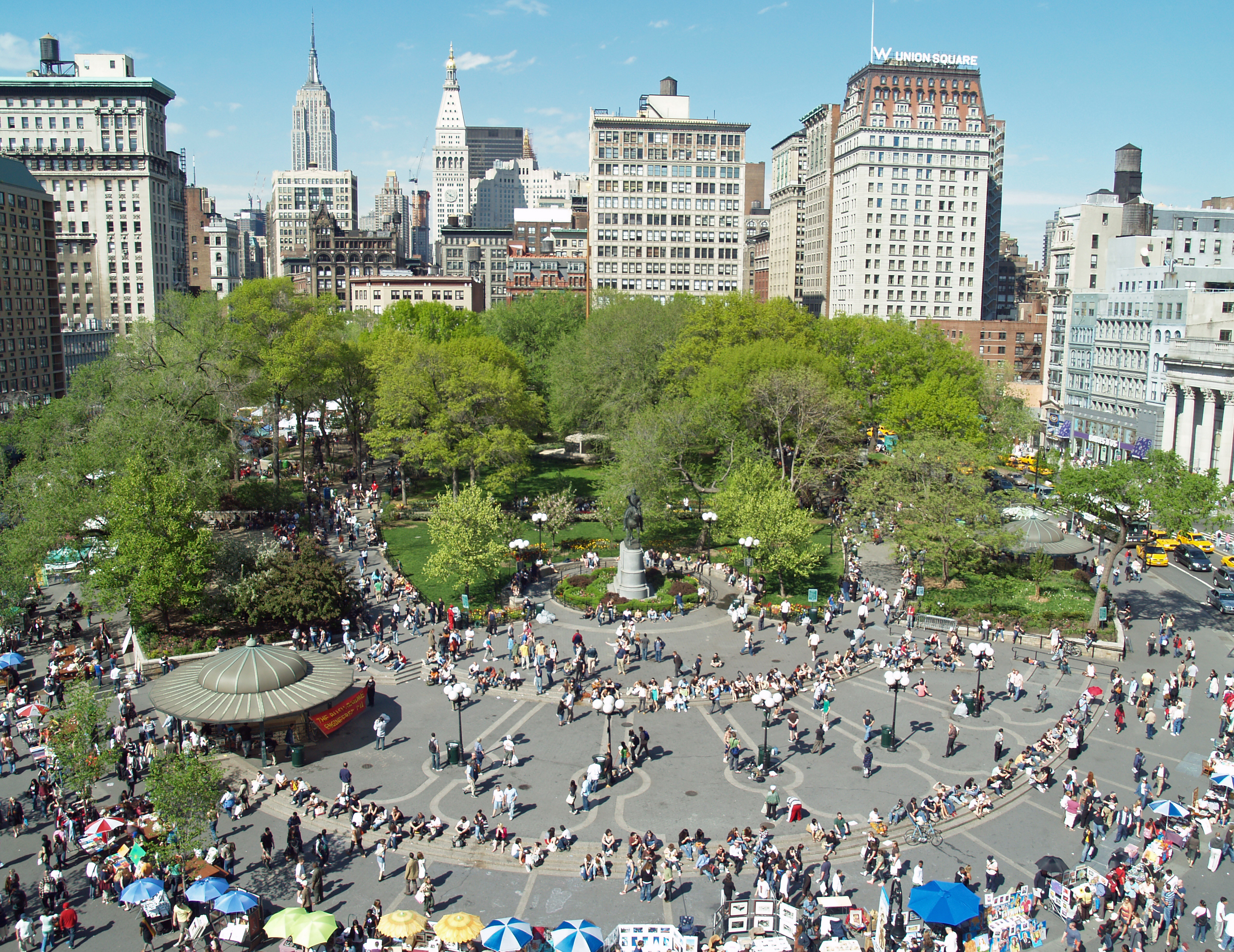
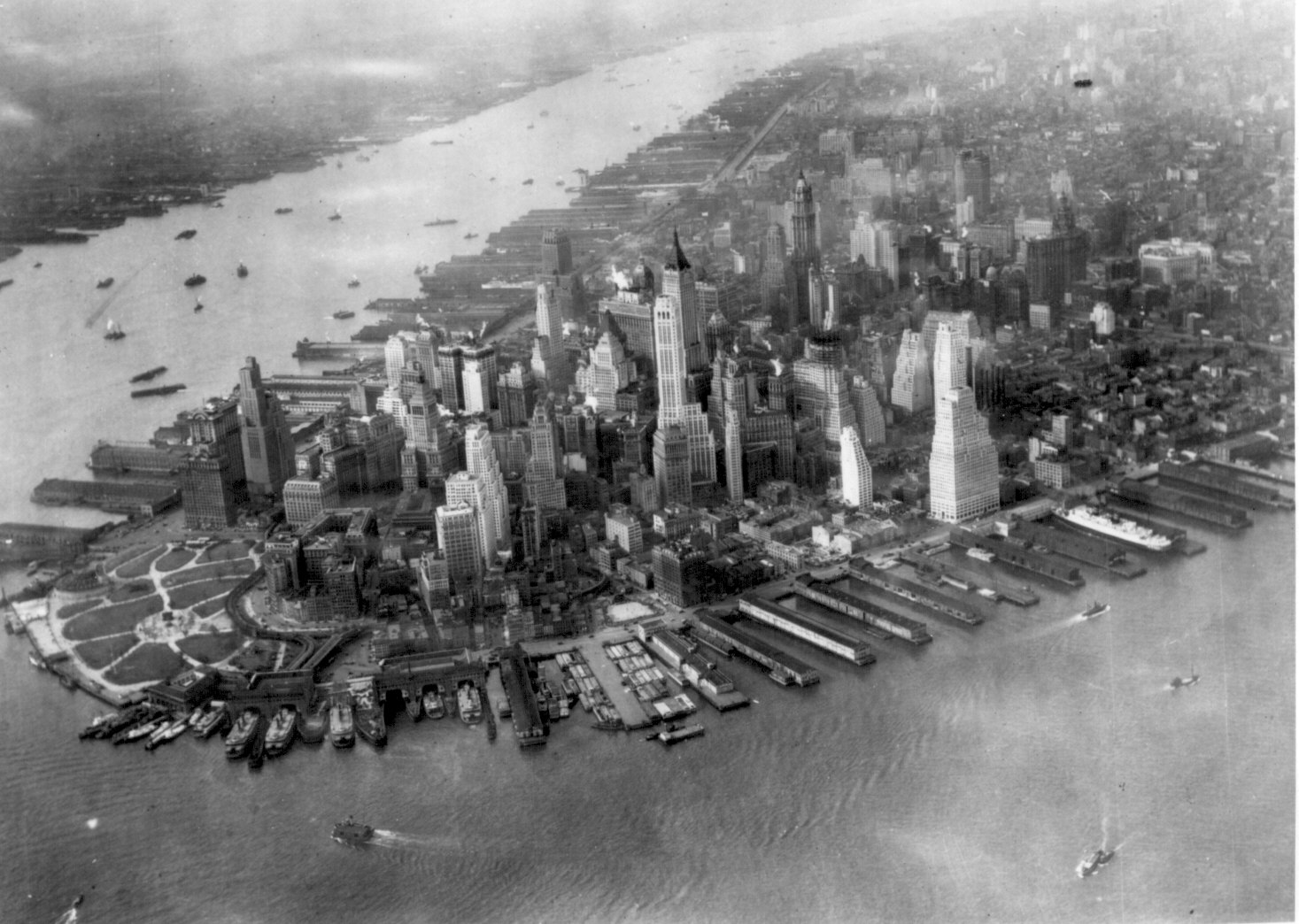
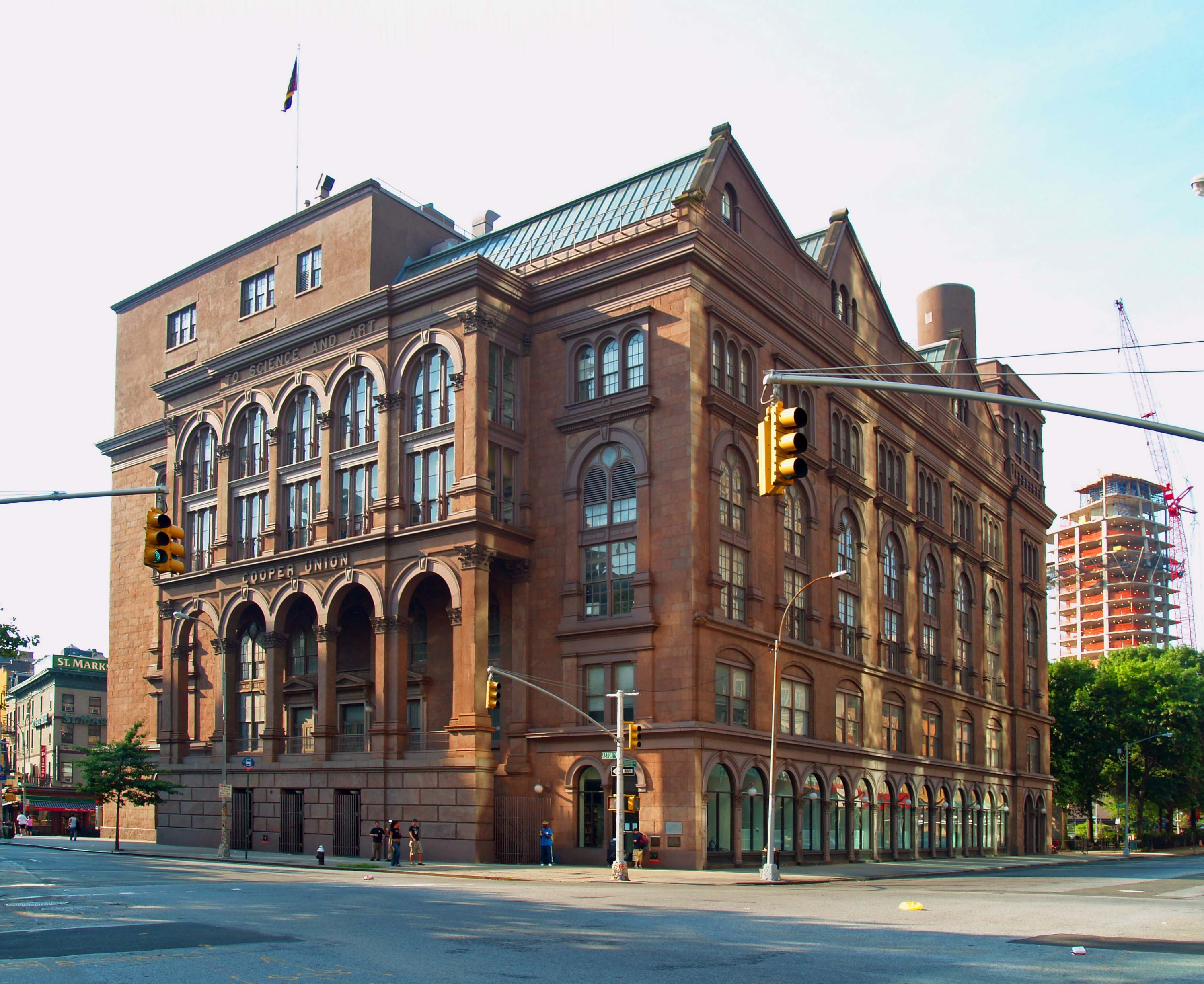